# Baliesthes
Baliesthes is een kevergeslacht uit de familie van de boktorren (Cerambycidae). De wetenschappelijke naam van het geslacht werd voor het eerst geldig gepubliceerd in 1894 door Gahan.

## Soorten
Baliesthes is monotypisch en omvat slechts de volgende soort:
- Baliesthes alboguttatus (Fairmaire, 1885)